# San José Iturbide
San José Iturbide é um município do estado de Guanajuato, no México.